# Всеукраїнський автомобільний клуб журналістів

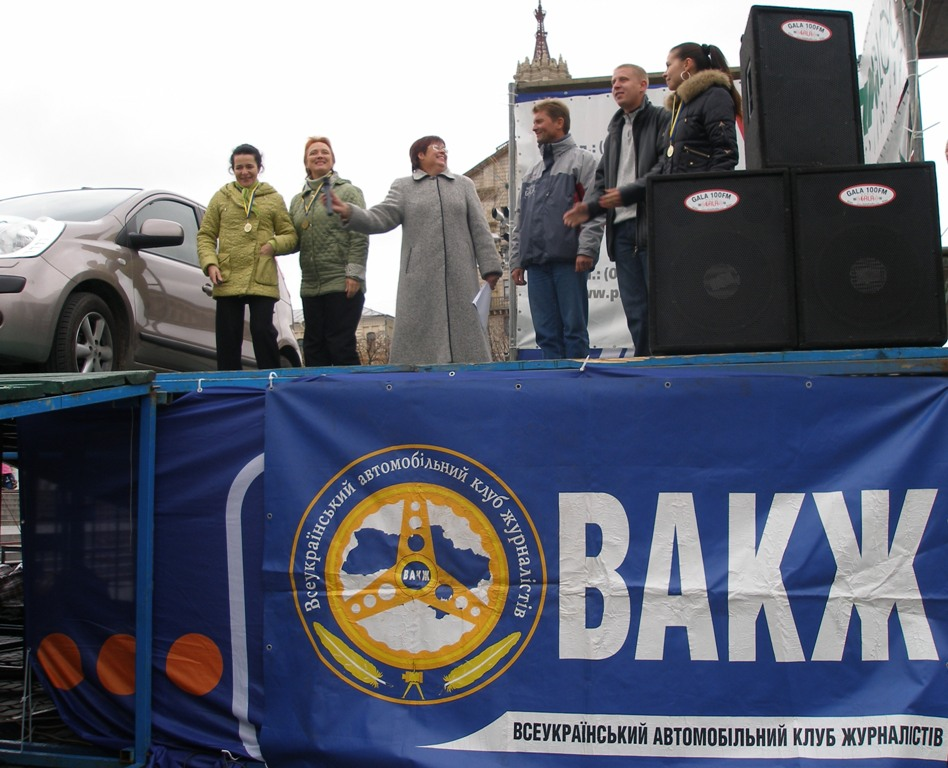
Подіум журналістського авторалі «Київська осінь-2007» на столичному майдані Незалежності. Фото Сергія Шевченка

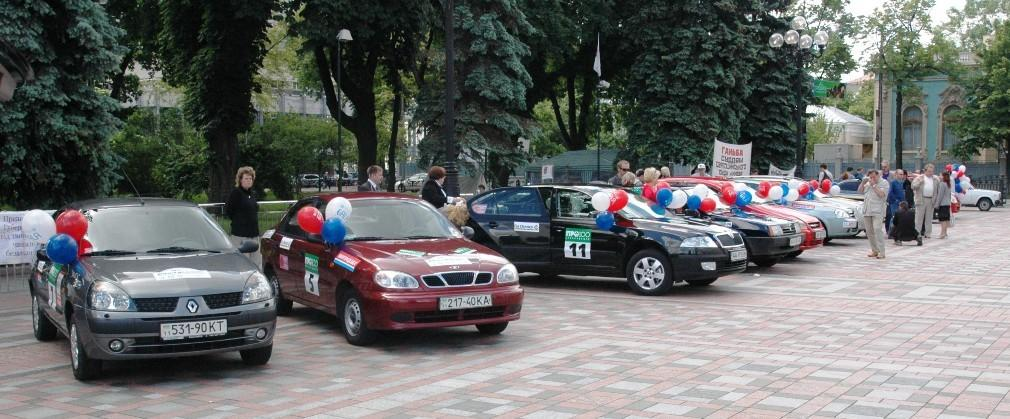
На старті Міжнародного автопробігу журналістів «Дорога до Криму: проблеми та перспективи» (Київ, 2006. Фото Сергія Шевченка)

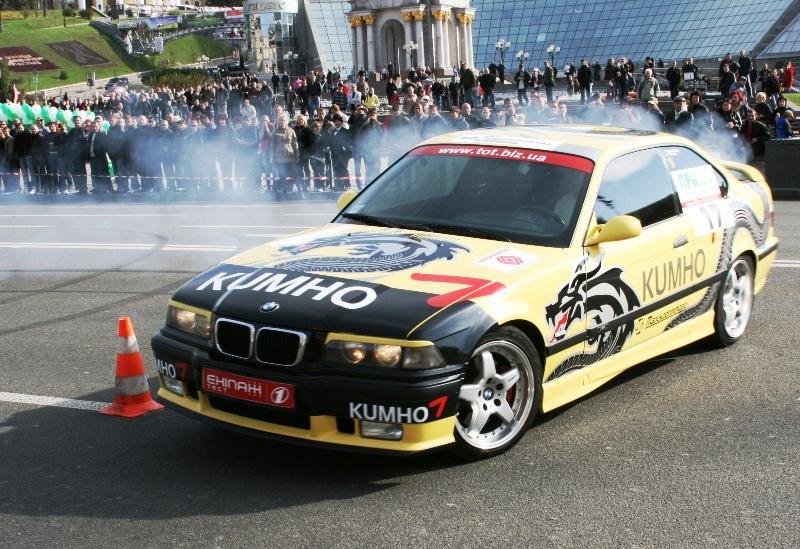
Авторалі журналістів у Києві на майдані Незалежності (2008. Фото Сергія Шевченка)

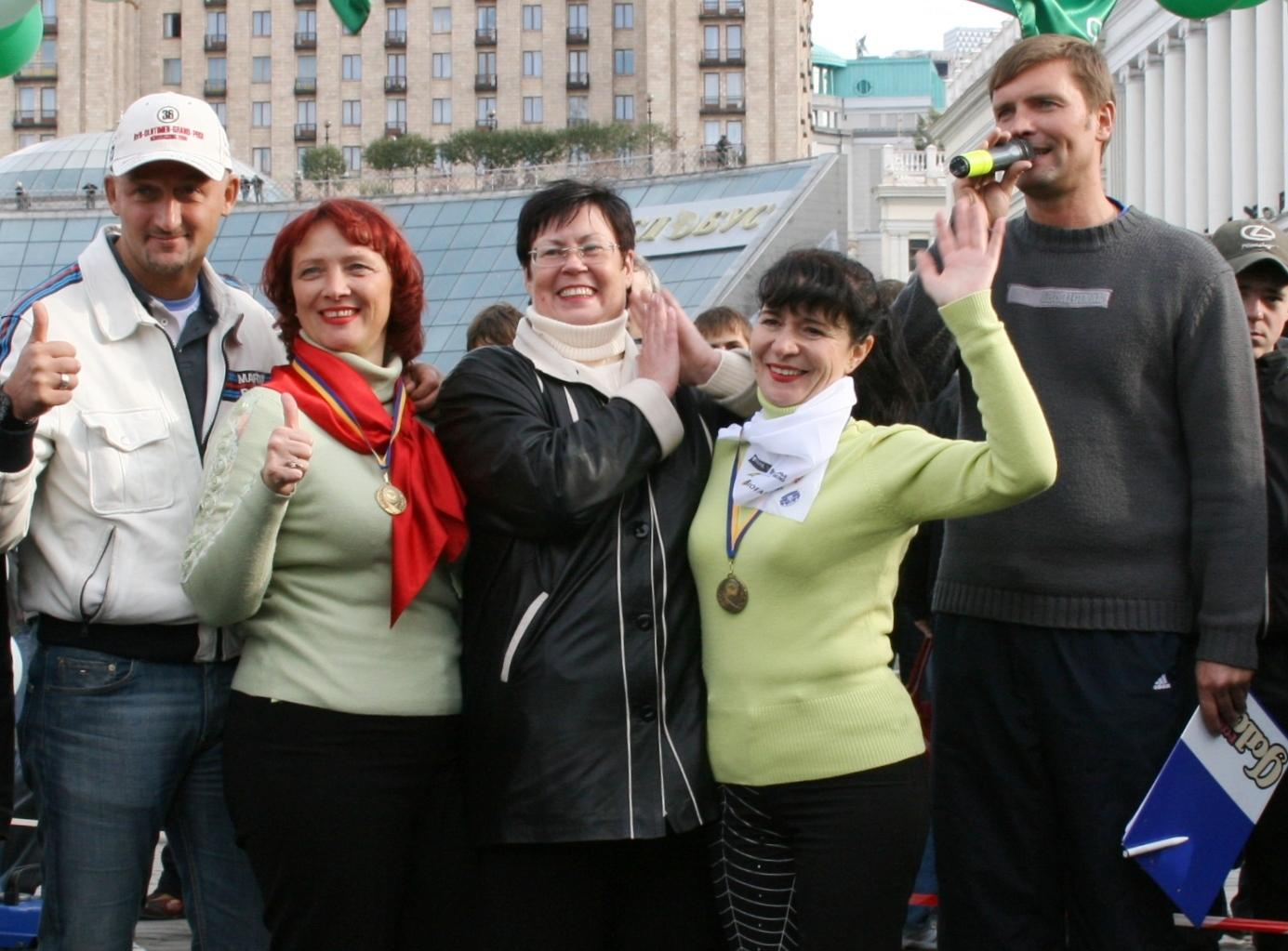
Активісти ВАКЖ Олексій Мочанов (зліва), Людмила Мех (у центрі) та Максим Нефьодов після нагородження найкращого жіночого екіпажу журналістського авторалі (Київ, 2008. Фото Сергія Шевченка)

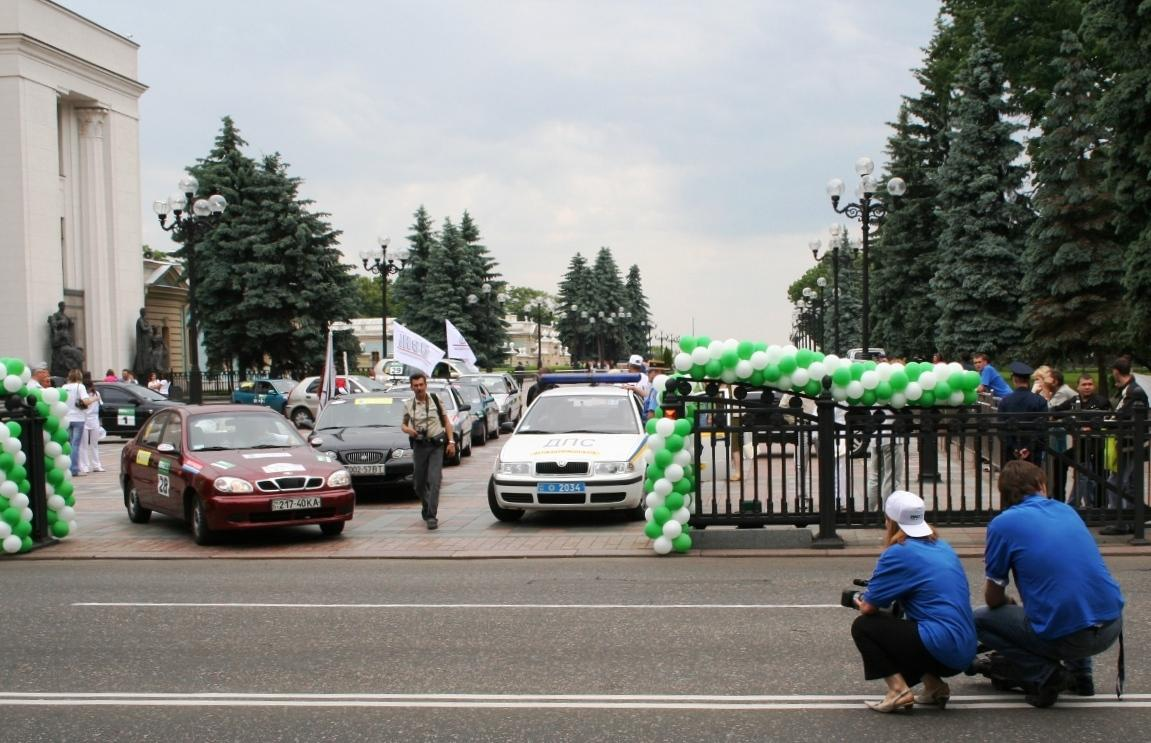
Старт Міжнародного журналістського автопробігу від Верховної Ради України (Київ. Фото Сергія Шевченка)

Всеукраї́нський автомобі́льний клу́б журналі́стів (ВАКЖ) — неприбуткова громадська організація журналістів-автомобілістів.

## Діяльність
Співзасновниця і президентка Клубу з 1999 року — заслужений журналіст України Людмила Мех; перший віцепрезидент Максим Нефьодов (з листопада 2016 р.), віцепрезиденти — Людмила Каткова (Київ), Микола Ратушний (Черкаська область), Ігор Сєдой (Одеса). Серед координаторів Клубу — Сергій Шевченко, Євгеній Кравс, Олена Мех, Олег Сташко. Серед активістів організації — журналісти Олексій Плаксін, Наталія Черешинська, Володимир Количев та інші.
Організацію засновано в Україні 1999 року. Біля джерел цього об'єднання були журналісти-автолюбителі з Києва Олексій Ліканов і Володимир Воробейков, що працювали у всеукраїнському автомобільному журналі «Сигнал», та громадська діячка в інформаційній сфері Людмила Мех, яка й очолила ВАКЖ. Організацію створено з метою задоволення й захисту професійних, творчих, економічних та інших спільних інтересів його членів, сприяння розвитку автомобільної журналістики та участі в пропаганді автомобільного способу життя, ознайомлення учасників руху з удосконаленням культурно-етичного аспекту автомобільної освіти. ВАКЖ сприяє в організації та проведенні всеукраїнських і міжнародних автомобільних змагань журналістів-автомобілістів — членів клубу, організовує та проводить пресконференції, рейди з пропаганди безпеки руху в Україні із залученням працівників ДАІ, співпрацює з державними та громадськими організаціями, що діють у сфері автоспорту й автотуризму. Журналістськими акціями ВАКЖ підтримує вітчизняного товаровиробника, пропагує його діяльність під час автомобільних змагань і в пресі, проводить спеціалізовані та виїзні засідання клубу, круглі столи тощо.
Як постійний партнер Всеукраїнського благодійного фонду «Журналістська ініціатива» ВАКЖ є співорганізатором: міжнародних журналістських автопробігів «Дорога до Криму: проблеми та перспективи» (2001—2008); всеукраїнських автопробігів журналістів «Схід — Захід: разом назавжди!» (2005), «Пам'ять батьківського подвигу — в серцях наших» (2010); міжнародних ралі журналістів «Київська осінь» (2001—2009); міжнародної фотовиставки «В об'єктиві — автопробіг» (2007, Київ).
Партнер Київського міського автомотоклубу в організації та проведенні авторалі журналістів на Хрещатику (2019), спільно з ВБФ «Журналістська ініціатива» і Національною спілкою журналістів України — учасник культурної акції «Книжки — захисникам України» (2017—2020). Від лютого 2022 року, у час повномасштабного російського вторгнення в Україну, активісти ВАКЖ і партнерських організацій долучалися до волонтерської і доброчинної діяльності на допомогу журналістам і Силам безпеки й оборони України.

## Нагороди, відзнаки
Почесна відзнака Автомобільної федерації України (1999) — за великий внесок у розвиток автомобільного спорту в Україні.
У 2009 році президента ВАКЖу Людмилу Мех нагороджено відзнакою Державтоінспекції — нагрудним знаком Міністерства внутрішніх справ України «За бездоганну службу» (II ст.) за багаторічне плідне співробітництво у справі пропаганди безпеки на дорогах України.